# US Saint-Berthevin/Saint-Loup TT
L'Union Sportive de Saint-Berthevin/Saint-Loup-du-Dorat TT est un club de tennis de table. L'équipe féminine, évolue en Pro A pour la 13e année consécutive

## Histoire du club
Lé club est né en 1997 de la fusion de l'Étoile Sportive de St-Loup-du-Dorat avec l'US St-Berthevin.
Deux ans seulement après sa création, le club monte en Superdivision féminine. Le club apprend vite et termine à la deuxième place du championnat en 2001 derrière Montpellier. Le club réitère sa performance l'année suivante, stoppé encore une fois par Montpellier. Rentré progressivement dans les rangs, l'US St-Berthevin/St-Loup retrouve le podium via une troisième place en 2007 derrière Gd-Quevilly et Montpellier.
Les mayennaises entre dans une nouvelle dimension qui les poussent à disputer le titre dès lors mais échoue durant les quatre années suivantes à la deuxième place du championnat, notamment en 2010 ou le club, en tête durant toute la durée du championnat, perd la rencontre cruciale de la dernière journée de la saison contre Évreux, sacrant par la même occasion les normandes. Parallèlement, la même saison en ETTU Cup, les filles atteignent les demi-finales ou elles s'inclinent contre le futur vainqueur de cette édition, l'UCAM Cartagène. Le premier titre de l'histoire du club, c'est la chinoise naturalisée française Jia Nan Yuan qui va l'emporter en championnats de France en simple en 2012 - saison difficile en championnats par équipe ou le club est décimé par les blessures - en prenant sa revanche sur Carole Grundisch en demi qui l'avait battue en finale en 2011 puis en disposant de Xue Li en finale.
2013 marque la dernière saison du club parmi l'élite, se retirant dans les championnats régionaux pour cause de difficultés financières après 14 années consécutive en Superdivision et Pro A.
Le club, situé à Saint-Berthevin (Mayenne), possède une section handisport vice-champion de France en 2008 et 2009.

## Effectif 2011-2012
- Rūta Paškauskienė  (no 48 mondial, no 1 FFTT)
- Jia Nan Yuan  (no 7 FFTT)
- Solène Legay  (no 45 FFTT)
- Estelle Legay
- Andréa Bakula

## Palmarès
- ETTU Cup
  - Demi-finaliste en 2010
- Première division
  - Vice-championne en 2001, 2002, 2008, 2009, 2010 et 2011
  - Troisième en 2007

## Bilan par saison
| Saison    | Championnat   | Classement | Pts | J  | V  | N  | D  | Pp | Pc | Diff | Coupe d'Europe                   |
| --------- | ------------- | ---------- | --- | -- | -- | -- | -- | -- | -- | ---- | -------------------------------- |
| 2012-2013 | Pro A         | 10e        | 24  | 18 | 1  | 4  | 13 | 36 | 61 | -25  | -                                |
| 2011-2012 | Pro A         | 6e         | 29  | 16 | 5  | 3  | 8  | 40 | 45 | -5   | -                                |
| 2010-2011 | Pro A         | Dauphin    | 47  | 18 | 14 | 1  | 3  | 62 | 25 | +37  | 3e tour de l'ETTU Cup            |
| 2009-2010 | Pro A         | Dauphin    | 45  | 18 | 11 | 5  | 2  | 62 | 34 | +28  | Demi-finaliste de l'ETTU Cup     |
| 2008-2009 | Pro A         | Dauphin    | 45  | 18 | 11 | 5  | 2  | 62 | 33 | +29  | Quart de finaliste de l'ETTU Cup |
| 2007-2008 | Pro A         | Dauphin    | 46  | 18 | 13 | 2  | 3  | 62 | 32 | +30  | -                                |
| 2006-2007 | Pro A         | 3e         | 40  | 18 | 6  | 10 | 2  | -  | -  | -    | -                                |
| 2005-2006 | Pro A         | 5e         | 35  | 18 | 5  | 7  | 6  | -  | -  | -    | -                                |
| 2004-2005 | Pro A         | 6e         | 34  | 18 | 4  | 8  | 6  | -  | -  | -    | -                                |
| 2003-2004 | Pro A         | 6e         | 22  | 13 | 4  | 1  | 8  | 24 | 40 | -16  | -                                |
| 2002-2003 | Superdivision | 4e         | 26  | 14 | 6  | -  | 8  | -  | -  | -    | -                                |
| 2001-2002 | Superdivision | Dauphin    | 34  | 14 | 10 | -  | 4  | -  | -  | -    | -                                |
| 2000-2001 | Superdivision | Dauphin    | -   | -  | -  | -  | -  | -  | -  | -    | -                                |
| 1999-2000 | Superdivision | 5e         | -   | -  | -  | -  | -  | -  | -  | -    | -                                |